# Ізенталь
Ізенталь (нім. Isenthal) — громада  в Швейцарії в кантоні Урі.

## Географія
Громада розташована на відстані близько 85 км на схід від Берна, 7 км на північний захід від Альтдорфа.
Ізенталь має площу 61 км², з яких на 0,8% дозволяється будівництво (житлове та будівництво доріг), 28,1% використовуються в сільськогосподарських цілях, 27,1% зайнято лісами, 44% не є продуктивними (річки, льодовики або гори).

## Демографія
2019 року в громаді мешкало 474 особи (-9,5% порівняно з 2010 роком), іноземців було 1,1%. Густота населення становила 8 осіб/км².
За віковим діапазоном населення розподілялося таким чином: 22,6% — особи молодші 20 років, 59,5% — особи у віці 20—64 років, 17,9% — особи у віці 65 років та старші. Було 164 помешкань (у середньому 2,9 особи в помешканні).
Із загальної кількості 185 працюючих 116 було зайнятих в первинному секторі, 18 — в обробній промисловості, 51 — в галузі послуг.